# Югай Ман Ден
Югай Ман Ден (1906 год, деревня Попова Гора, Раздольнинская волость, Никольск-Уссурийский уезд, Приморская область, Российская империя — 1 апреля 1980 года, Карши, Кашкадарьинская область) — бригадир колхоза «Новая жизнь» Нижне-Чирчикского района Ташкентской области, Узбекская ССР. Герой Социалистического Труда (1950).

## Биография
Родился в 1906 году в крестьянской семье в деревне Попова Гора Никольск-Уссурийского уезда.
В 1924 году окончил четыре класса начальной школы в селе Барабаш. До 1928 года трудился в личном хозяйстве своего отца в деревне Богатая Фанза Посьетовского района.
В 1928 году был призван в Красную Армию. Служил красноармейцем в составе 71-го Карельского стрелкового полка 26-й стрелковой дивизии в Канске. После окончания командирских курсов — младший командир отделения, помощник командира взвода в Никольск-Уссурийске. С 1931 года — старшина 1-го Читинского полка во Владивостоке. В последующие годы: командир взвода 1-го Барано-Оренбургского полка с дислокацией в Гродековском районе (1933—1936), техник-интендант II ранга 59-го танкового полка с дислокацией в селе Богуславка Гродековского района (1936—1937).
В 1937 году депортирован на спецпоселение в Самаркандскую область Узбекской ССР. С 1937 года — формовщик Самаркандской артели «Куяш». С 1940 года — бригадир полеводческой бригады в колхозе «Новая жизнь» Нижне-Чирчикского района.
В 1949 году бригада под руководством Югая Ман Дена собрала в среднем с каждого гектара по 97,7 центнеров зеленцового стебля кенафа на участке площадью 40 гектаров. Указом Президиума Верховного Совета СССР от 18 сентября 1950 года удостоен звания Героя Социалистического Труда «за получение высоких урожаев зеленцового стебля кенафа на поливных землях при выполнении колхозом обязательных поставок и контрактации по всем видам сельскохозяйственной продукции, натуроплаты за работу МТС в 1949 году и обеспеченности семенами всех культур в размере полной потребности для весеннего сева 1950 года» с вручением ордена Ленина и золотой медали «Серп и Молот».
В 1951—1952, 1954—1957 годах трудился бригадиром, полеводом колхоза имени Молотова Нижне-Чирчикского района. В 1952—1954 годах — председатель Молотовского сельсовета Нижне-Чирчикского района.
В последующие годы: бригадир колхоза «Путь к коммунизму» Нижне-Чирчикского района (1957—1960), бригадир колхоза «Коммунизм» Нижне-Чирчикского района (1960—1962), рядовой колхозник колхоза «Гигант» Чиилийского района Кзыл-Ординской области (1963), бригадир рисоводческой бригады совхоза имени XXII партсъезда Казалинского района Кзыл-Ординской области (1963—1964), управляющий отделением (1964—1965), рядовой колхозник-полевод колхоза «Рассвет» Термезского района Сурхадарьинской области (1965—1967).
Персональный пенсионер союзного значения. Последние годы своей жизни проживал в городе Карши. Скончался в апреле 1980 года.